# Iglesia de San Pedro ad Víncula (Vallecas)

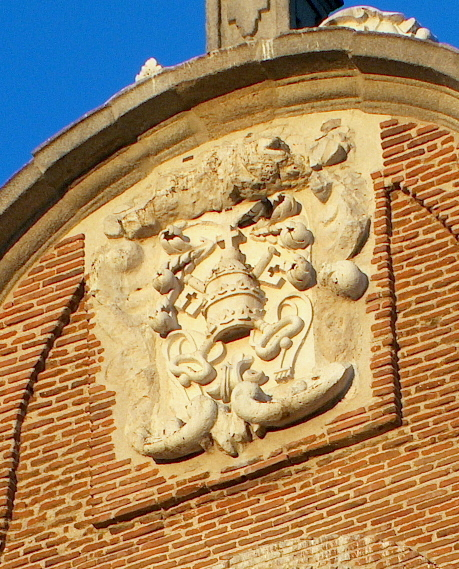
Fachada principal: escudo de San Pedro

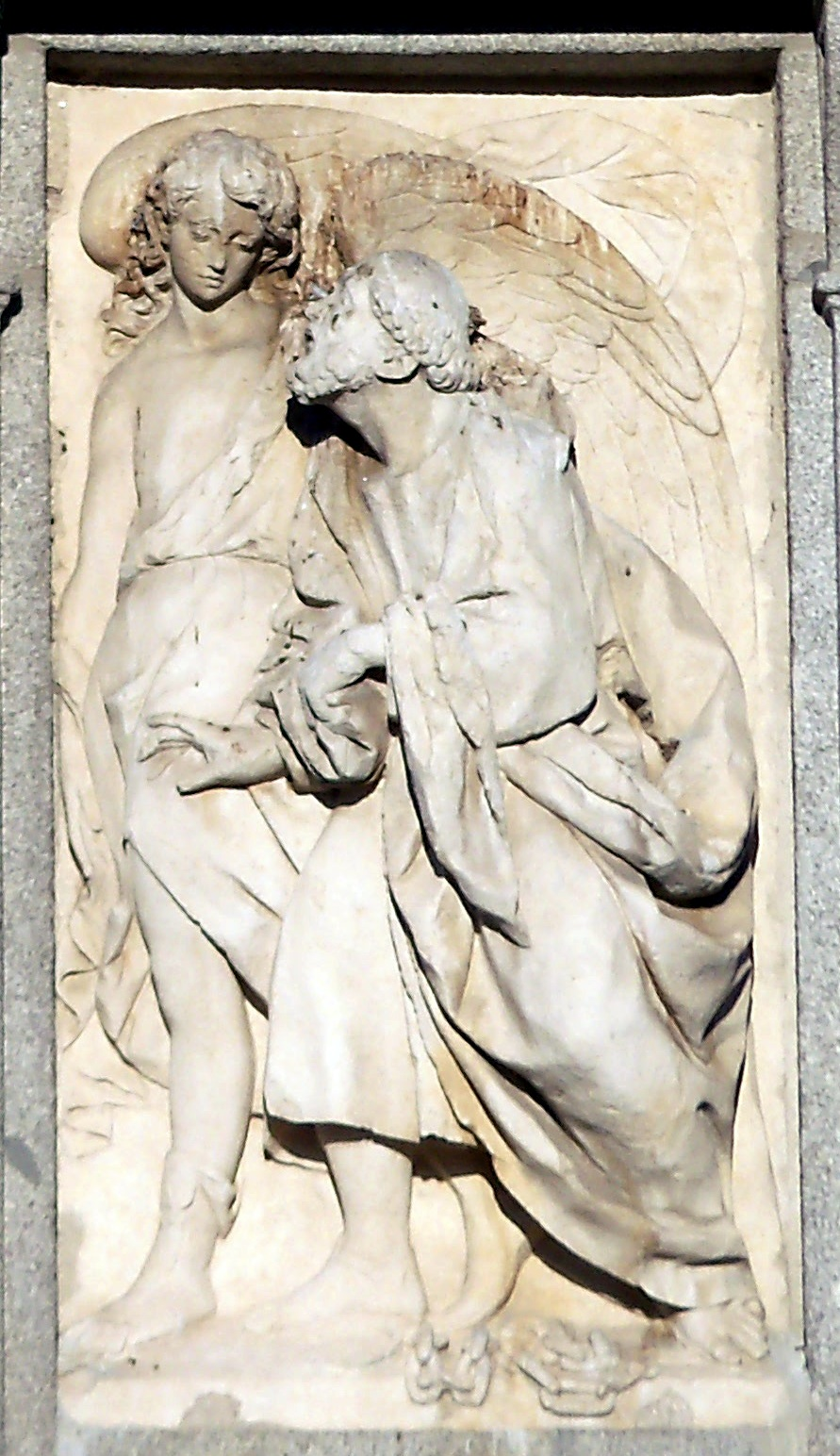
Fachada principal: hornacina con La Liberación de San Pedro

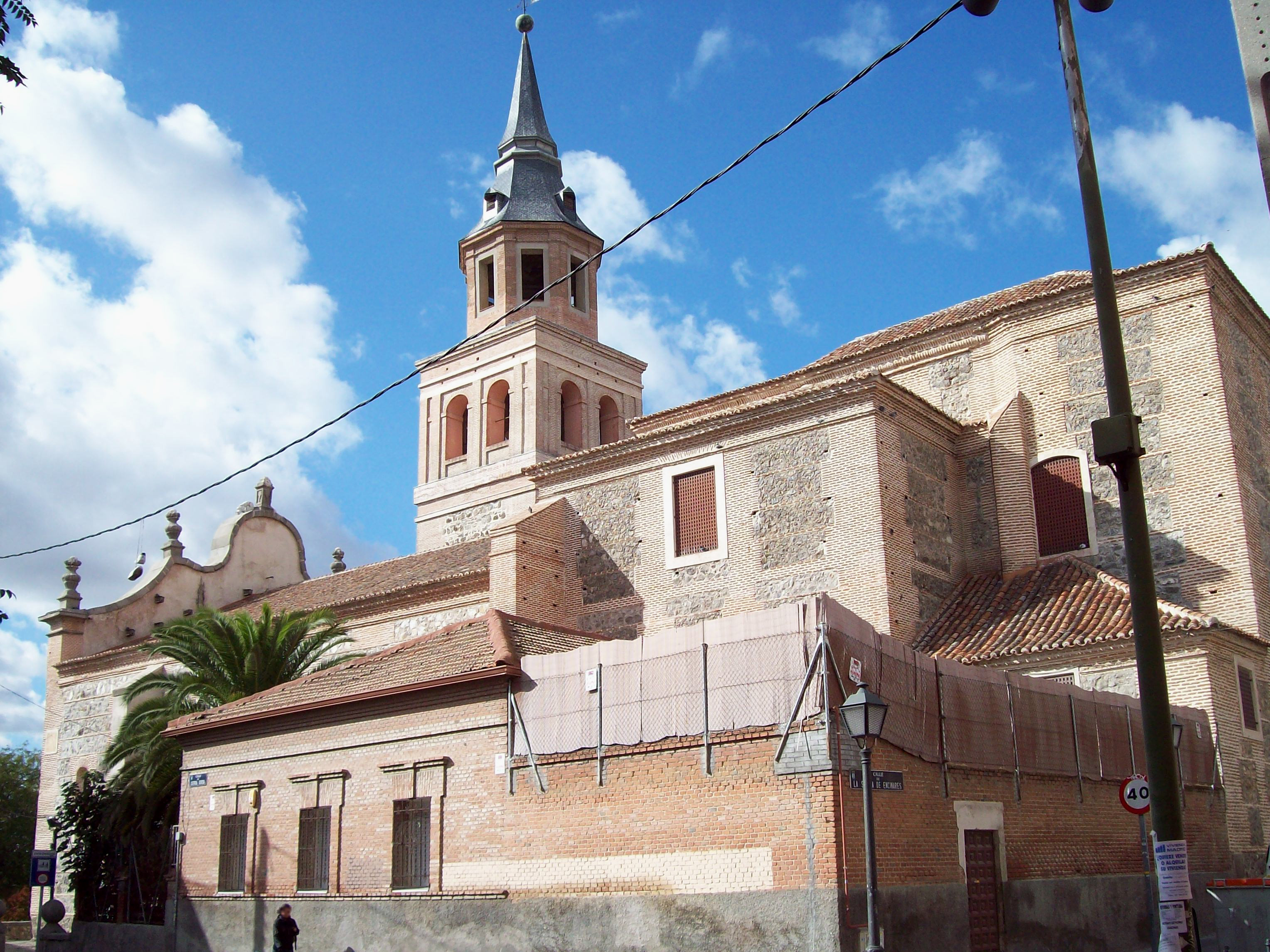
Vista desde el ángulo Este

La iglesia de San Pedro ad Víncula se encuentra en Madrid, emplazada en el extremo norte del barrio administrativo Casco histórico de Villa de Vallecas, en el antiguo pueblo de Vallecas, en la calle de Sierra Gorda,  con vuelta a la plaza de Juan Malasaña, del distrito de Villa de Vallecas.
La iglesia fue diseñada por Juan de Herrera en el año 1600, siendo la actual torre un añadido de Ventura Rodríguez en el año 1775. Fue restaurada por Francisco Caballero Lasierra en el año 1965 y proyectada y después restaurada de nuevo por José Miguel Ávila Jalvo entre los años 1996 y 2002.
Fue declarada Bien de Interés Cultural en el año 1995.
Está dedicada a "San Pedro ad Vincula", que significa "San Pedro encadenado" y alude al episodio bíblico cuando el apóstol San Pedro fue hecho preso y encadenado por el rey Herodes Agripa y fue liberado por un ángel.

## Historia
La primera noticia documental sobre su existencia se encuentra en el «Libro de Visitaciones» (Archivo de la Biblioteca Nacional), manuscrito de 1427, que describe una edificación de tres naves con muros de mampostería y piedras de pedernal, de estilo probablemente mudéjar, dada la presencia por entonces de un importante núcleo de población musulmana en Vallecas.
De 1547 data un acta notarial (Archivo Histórico de Protocolos; protocolo 202, folio 46), que contiene un inventario de los bienes de la iglesia y testifica la existencia de tres naves, dos altares y un altar mayor.
En el año 1561, con el traslado de la Corte a Madrid, y debido a su cercanía a esta, Vallecas comienza a absorber un núcleo importante de población cortesana que promovió la construcción de un lugar de culto mayor que la antigua iglesia. Finalmente, en 1565, según consta en documento notarial (Archivo Histórico de Protocolos; protocolo 403), se inicia la construcción del crucero de la nueva iglesia, cuyo primer proyecto se atribuye al arquitecto Juan de Herrera, según consta en documentos no originales depositados en el Archivo Municipal de Madrid. No hay datos que permitan asegurar que se efectuara el derribo total de la antigua iglesia para construir la nueva.
En 2012 se iniciaron trabajos de rehabilitación del templo principalmente para subsanar problemas de humedades. La restauración propició el descubrimiento de restos de bóvedas y pinturas de la primera mitad del siglo XVII en la capilla de Nuestra Señora del Rosario, permitiendo la recuperación de la arquitectura interior de la parroquia tal y como había sido proyectada en 1670. Dichas obras finalizaron en diciembre de 2015.
Durante la Guerra Civil Española, la iglesia de San Pedro ad Víncula de Vallecas sufrió graves daños como consecuencia de los combates y bombardeos que afectaron al entonces municipio de Vallecas, situado en una zona estratégica del frente. El templo fue profanado y utilizado como garaje por tropas republicanas, y el retablo mayor, una destacada obra barroca encargada en 1669 que incluía un lienzo de Francisco Rizi (La liberación de San Pedro), fue destruido. No obstante, el lienzo fue salvado por la Junta de Incautación del Tesoro Artístico y depositado en el Museo del Prado, donde permaneció protegido hasta el final del conflicto. Tras la guerra, se emprendieron trabajos de rehabilitación en el edificio, se reutilizaron algunos fragmentos rescatados del retablo original, y en 2024 el Ministerio de Cultura culminó una restauración integral del conjunto, reincorporando la obra de Rizi al altar mayor.

## Descripción

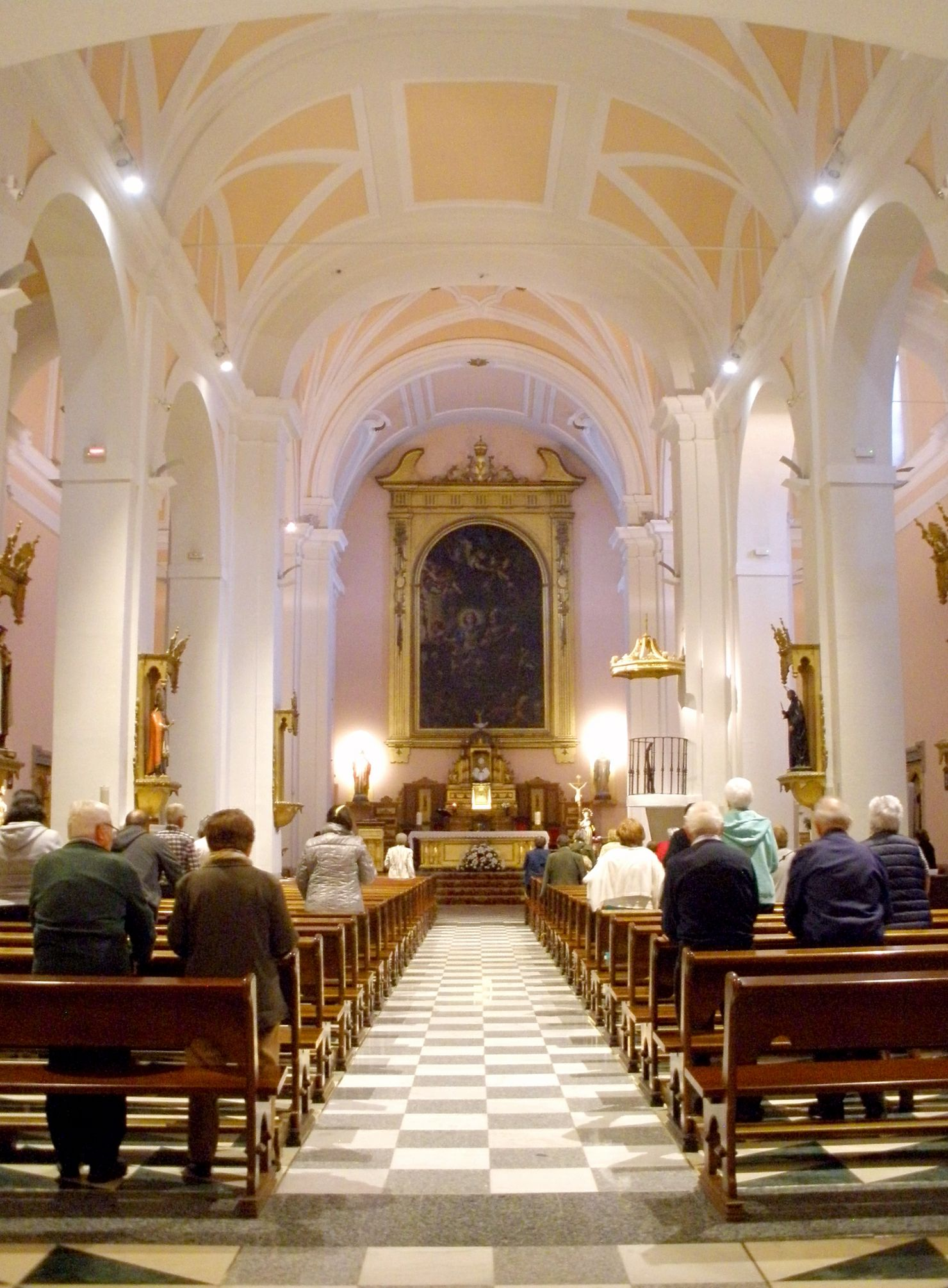
Aspecto del interior del templo

Iniciada la iglesia sobre una plataforma con pretil exterior y escalinata, en la segunda mitad del siglo XVI, se continúa su construcción centrado el siglo XVII. Construida en fábrica mixta de ladrillo y mampostería, con zócalo, portadas y elementos ornamentales en piedra de granito. Cubierta de teja cerámica, y a los pies torre de tres cuerpos, el superior octogonal y posterior, con chapitel de pizarra.
En esta iglesia destaca su magnífica fachada, que compone admirablemente con su esbelta torre. Domina en la fachada un gran lienzo de aparejo concertado de estilo toledano, en cuyo centro luce una bella portada toscana con pirámides y bolas y relieve con la liberación de San Pedro en hornacina central. El lienzo fundamental de la fachada se corona después de una cornisa por un ático o frontón mixtilíneo de elegante silueta recortada, cuyo centro lo preside un relieve con el escudo de San Pedro. La torre parte de un cuerpo cuadrangular, con un piso de campanas, que lleva arcos de medio punto por dos de sus lados, encajados en una serie de resaltos apilastrados típicos del siglo XVII, sobre el que corona un ochavo de época posterior que a su vez termina en un chapitel o pirámide de pizarra.
En el lado de la epístola, portada neoclásica-jónica con escudo de San Pedro. En ambas fachadas existen dos cuadrantes con relojes de sol.
Tiene planta basilical de tres naves con cinco tramos y un presbiterio cuadrado. Los pilares, que dividen las naves, son de fábrica de la iglesia, que puede considerarse como obra del siglo XVII. La nave central se cubre con bóveda de cañón ligeramente rebajada y con molduras geométricas; las naves laterales, con bóveda de arista. Crucería de combados en el crucero y brazos del crucero con bóveda de cañón y con lunetos. Coro en alto a los pies ocupando las tres naves.

### Lado del evangelio
Capilla bautismal.
Es de planta cuadrada con cúpula sin tambor sobre pechinas, decorada con molduras. Reja barroca del siglo XVII, de hierro forjado, de 13,50 x 1,66 metros y pila bautismal de finales del siglo XVI, de granito, 1 x 1,20 metros de diámetro.
Capilla del Cristo de la Salud.
Situada bajo la torre. Bóveda vaída decorada con molduras geométricas en relieve. Reja del siglo XVII, barroca, análoga a la que cierra la capilla bautismal, con motivos flameantes entre barras e inscripción: «Siendo mayordomo Juan Ramón Alonso Díaz, Josep López y Felipe Dama, año 1680», de hierro forjado, de 4,00 x 2,50 metros. Cristo crucificado en retablo moderno.
Capilla del Nazareno.
Una sola nave, con hornacinas laterales, crucero con cúpula sobre pechinas y cupulín sobre linterna con ventanas. Nave con bóveda de cañón con lunetos, que sigue en brazos y presbiterio y cripta bajo el mismo. Tribuna en alto sobre el tramo de ingreso que se prolonga parcialmente en laterales de la nave. Decoración con pilastras cajeadas, entablamento con cornisa muy volada sobre mutilos en arranque de cúpula con molduras pareadas dividiendo segmentos. En su ingreso, reja barroca del siglo XVII, de hierro forjado, de 4,50 x 2,50 metros.
Capilla de la Trinidad (siglo XVII).
Planta cuadrada con hornacinas; bajo las pechinas chaflanes con pequeñas hornacinas. Cúpula ligeramente rebajada y linterna. La capilla se aligera con tres hornacinas en las que se han colocado retablos modernos. Entre ellas, pequeñas hornacinas en chaflanes bajo las pechinas. Ha perdido la cornisa de paso a la cúpula quedando un resto en el lado derecho a la entrada. En el acceso dos lápidas, en una de ellas se lee: «Dña. María Morón, mujer del Maestre del Campo, Don Gabriel Díaz de la Cuesta, fechada en 1667», la otra en latín con fecha 1690.

### Presbiterio
Rectangular con bóveda de cañón con lunetos y molduras. En el altar mayor, cuadro de la liberación de San Pedro, obra de Francisco Rizi, óleo sobre lienzo, 5,75 x 3,80 metros; estilo barroco del siglo XVII. Enmarca con la parte de lo que fue el retablo originario del siglo XVII.

### Lado de la epístola
Capilla del Sagrario, realizada en el siglo XVII sobre estructura del siglo XVI. Dispone de cámara y sagrario. Cúpula de yeso sin tambor pintada al temple (con influencias de Lucas Jordán), de finales del siglo XVIII, que representan a los Padres de la Iglesia, Evangelistas, Ángeles y Santos.
Dos pequeñas capillas con bóvedas de cañón situadas sobre contrafuertes a ambos lados del acceso lateral, que se cubre con bóveda de cañón y dispone de exedras en los lados.
En la segunda pilastra del lado de la epístola, lápida conmemorativa de 1683 en mármol, con inscripción incisa en capitales latinas.

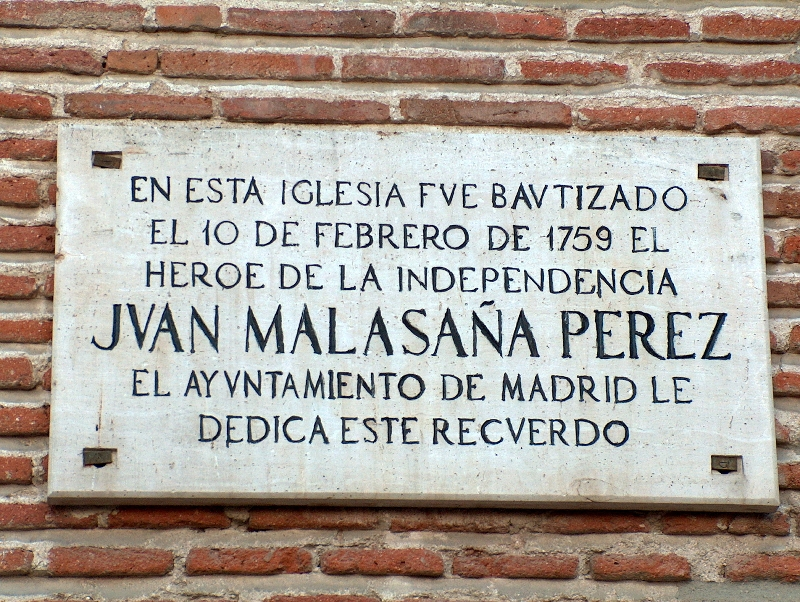
En la fachada principal

A la derecha de la portada de la fachada principal, una placa reza :
«EN ESTA IGLESIA FUE BAUTIZADO EL 10 DE FEBRERO DE 1759 EL HÉROE DE LA INDEPENDENCIA JUAN MALASAÑA PÉREZ - EL AYUNTAMIENTO DE MADRID LE DEDICA ESTE RECUERDO»

## Fiestas
De septiembre a mayo se encuentra en la parroquia de San Pedro ad Vincula la imagen de la Virgen de la Torre, patrona de la villa de Vallecas.
En el mes de mayo, concretamente en el segundo domingo de mes, es trasladada la imagen de la patrona de villa de Vallecas en romería a su ermita, y en el mes de septiembre, el primer domingo de mes, es llevada en romería hacia la villa de Vallecas, dando comienzo las fiestas patronales del distrito.
En Semana Santa, tanto el Jueves Santo como el Viernes Santo, sale desde la iglesia una procesión, a las 21:00 horas, con tres pasos cada día, destacando la Hermandad de Jesús de Medinaceli de Villa de Vallecas en la organización de los actos procesionales.
Antiguamente también se celebraban las procesiones de San Isidro y la Virgen del Rosario.